# 世界中の隣人よ
「世界中の隣人よ」（せかいじゅうのりんじんよ）は、日本の女性アイドルグループ乃木坂46の楽曲。日本国内には2020年6月17日、日本国外には同年6月24日に配信限定シングルとしてN46Div.から配信開始された。秋元康が作詞、takaが作曲した。第62回日本レコード大賞優秀作品賞受賞曲。

## 背景とリリース
2020年3月以降、新型コロナウイルスの感染拡大により、日本政府による「緊急事態宣言」が発令される中で、感染拡大を抑えるため外出自粛を心掛けている人々へのエール、そして新型コロナウイルスと闘う医療従事者への感謝の気持ちを込め、感染拡大防止の呼び掛けを目的として制作され、同年5月25日にミュージック・ビデオが公式YouTubeチャンネルで公開された。
楽曲には、新型コロナウイルス感染拡大の影響で卒業コンサートを延期した白石麻衣を含めた現役メンバーに加え、センター経験者の生駒里奈や西野七瀬、初代キャプテンの桜井玲香、テレビ局でアナウンサーとして活躍する市來玲奈（日本テレビ）や斎藤ちはる（テレビ朝日）など卒業生11名が参加した。卒業生が現役メンバーと共に楽曲を制作したのは初めて。
当初はYouTubeでのミュージック・ビデオ公開のみとしていたが、反響が大きかったことを受け、新型コロナウイルス対策の活動支援を目的に配信シングルとして日本国内は同年6月17日（国外は同月24日）にリリースし、その収益を全額寄付することになった。
2021年3月3日、配信開始から2020年12月31日までのダウンロードおよびストリーミングによる全収益を、新型コロナウイルス感染症拡大防止対策に取り組む日本赤十字社の活動全般へ寄付したことが発表された。

## ミュージック・ビデオ
世界中の隣人よ
監督：横堀光範、CG監督：荒船泰廣、振付：CRE8BOY
卒業生を含むメンバーそれぞれが自宅などで自撮り撮影した映像に加え、安全にライブを楽しめる日が早く来て欲しいという願いを込め、2014年から毎年ライブを開催している明治神宮野球場の様子も収められており、終盤には同球場のモニターに各メンバーが映し出される。リリースから約3か月後の9月9日に発売されたミュージック・ビデオ集『ALL MV COLLECTION2〜あの時の彼女たち〜』に収録されて初パッケージ化となった。

## 収録曲
| #  | タイトル           | 作詞   | 作曲 | 編曲 | 時間 |
| -- | ------------------ | ------ | ---- | ---- | ---- |
| 1. | 「世界中の隣人よ」 | 秋元康 | taka | taka | 6:11 |

## 参加メンバー

### 世界中の隣人よ
- 1期生：秋元真夏、生田絵梨花、齋藤飛鳥、白石麻衣、高山一実、中田花奈、樋口日奈、星野みなみ、松村沙友理、和田まあや
- 2期生：伊藤純奈、北野日奈子、新内眞衣、鈴木絢音、寺田蘭世、堀未央奈、山崎怜奈、渡辺みり愛
- 3期生：伊藤理々杏、岩本蓮加、梅澤美波、大園桃子、久保史緒里、阪口珠美、佐藤楓、中村麗乃、向井葉月、山下美月、吉田綾乃クリスティー、与田祐希
- 4期生：遠藤さくら、賀喜遥香、掛橋沙耶香、金川紗耶、北川悠理、黒見明香、佐藤璃果、柴田柚菜、清宮レイ、田村真佑、筒井あやめ、早川聖来、林瑠奈、松尾美佑、矢久保美緒、弓木奈於
- 卒業生：生駒里奈、市來玲奈、伊藤かりん、衛藤美彩、斎藤ちはる、斉藤優里、相楽伊織、桜井玲香、西野七瀬、能條愛未、若月佑美[11]